# Kamel Chafni
Kamel Chafni (ur. 11 czerwca 1982 w Bordeaux) – piłkarz marokański grający na pozycji środkowego pomocnika. Posiada także obywatelstwo francuskie.

## Kariera klubowa
Chafni urodził się w rodzinie pochodzenia marokańskiego. Karierę piłkarską rozpoczął w klubie FC Libourne-Saint-Seurin, a następnie trenował także w Football Club Sochaux-Montbéliard, jednak nie przebił się do pierwszej drużyny. W 2002 roku odszedł do Besançon RC, grającego w Championnat National. W 2003 roku awansował z tym klubem do drugiej ligi i w barwach Besançon grał tam przez jeden sezon. Z kolei w 2004 roku ponownie zmienił barwy klubowe i przeszedł do LB Châteauroux, z którym także rywalizował na szczeblu Ligue 2.
Latem 2005 roku Chafni trafił do pierwszoligowego AC Ajaccio. W Ligue 1 zadebiutował 30 lipca w zremisowanym 0:0 wyjazdowym meczu z AS Saint-Étienne. Przez cały sezon był podstawowym zawodnikiem klubu z Korsyki, jednak na koniec sezonu 2005/2006 spadł z nim do Ligue 2. W drugiej lidze w barwach Ajaccio grał przez jeden sezon.
W lipcu 2007 roku Chafni został zawodnikiem AJ Auxerre, do którego przeszedł za 1,2 miliona euro. W nowym zespole swoje pierwsze spotkanie zaliczył 15 września przeciwko OGC Nice (2:0). Od czasu debiutu był podstawowym zawodnikiem drużyny Auxerre.
Latem 2013 Chafni przeszedł do Al Dhafra Club. Następnie grał w takich klubach jak: Wydad Casablanca, Al-Ittihad Kalba SC i Al Urooba. W 2017 przeszedł do Al Hamriyah Club.
| Sezon   | Klub              | Kraj                         | Rozgrywki           | Mecze | Bramki | Rozgrywki Europy   | Mecze | Bramki |
| ------- | ----------------- | ---------------------------- | ------------------- | ----- | ------ | ------------------ | ----- | ------ |
| 2002/03 | Besançon RC       | Francja                      | National            | 32    | 6      | -                  | -     | -      |
| 2003/04 | Besançon RC       | Francja                      | Ligue 2             | 30    | 8      | -                  | -     | -      |
| 2004/05 | LB Châteauroux    | Francja                      | Ligue 2             | 28    | 8      | Liga Europy UEFA   | 2     | 1      |
| 2005/06 | AC Ajaccio        | Francja                      | Ligue 1             | 34    | 2      | -                  | -     | -      |
| 2006/07 | AC Ajaccio        | Francja                      | Ligue 2             | 22    | 2      | -                  | -     | -      |
| 2007/08 | AJ Auxerre        | Francja                      | Ligue 1             | 31    | 2      | -                  | -     | -      |
| 2008/09 | AJ Auxerre        | Francja                      | Ligue 1             | 27    | 1      | -                  | -     | -      |
| 2009/10 | AJ Auxerre        | Francja                      | Ligue 1             | 25    | 1      | -                  | -     | -      |
| 2010/11 | AJ Auxerre        | Francja                      | Ligue 1             | 22    | 1      | Liga Mistrzów UEFA | 7     | 0      |
| 2011/12 | AJ Auxerre        | Francja                      | Ligue 1             | 30    | 2      | -                  | -     | -      |
| 2012/13 | Stade Brestois 29 | Francja                      | Ligue 1             | 31    | 2      | -                  | -     | -      |
| 2013/14 | Al Dhafra Club    | Zjednoczone Emiraty Arabskie | UAE Football League | 21    | 7      | -                  | -     | -      |

Stan na: 18 lipca 2014 r.

## Kariera reprezentacyjna
W reprezentacji Maroka Chafni zadebiutował 20 sierpnia 2008 roku w wygranym 3:1 towarzyskim spotkaniu z Beninem.